# District de Maseru
Maseru est un district du Lesotho.

## Localités
Les circonscriptions du district de Maseru sont : Koro-Koro, Lithabaneng, Lithoteng, Maama, Machache, Makhaleng, Maletsunyane, Maseru Central, Matsieng, Motimposo, Qeme, Qoaling, Rothe, Stadium Area, Thaba-Bosiu et Thaba-Putsoa.
Les conseils de communauté du district de Maseru sont : Abia, Likalaneng, Lilala, Lithabaneng, Lithoteng, Makheka, Makhoarane, Makhalaneng, Makolopetsane, Manonyane, Maseru Central, Mazenod, Mohlakeng, Motimposo, Nyakosoba, Qiloane, Qoaling, Ratau, Ribaneng, Semonkong, Stadium Area et Telle.

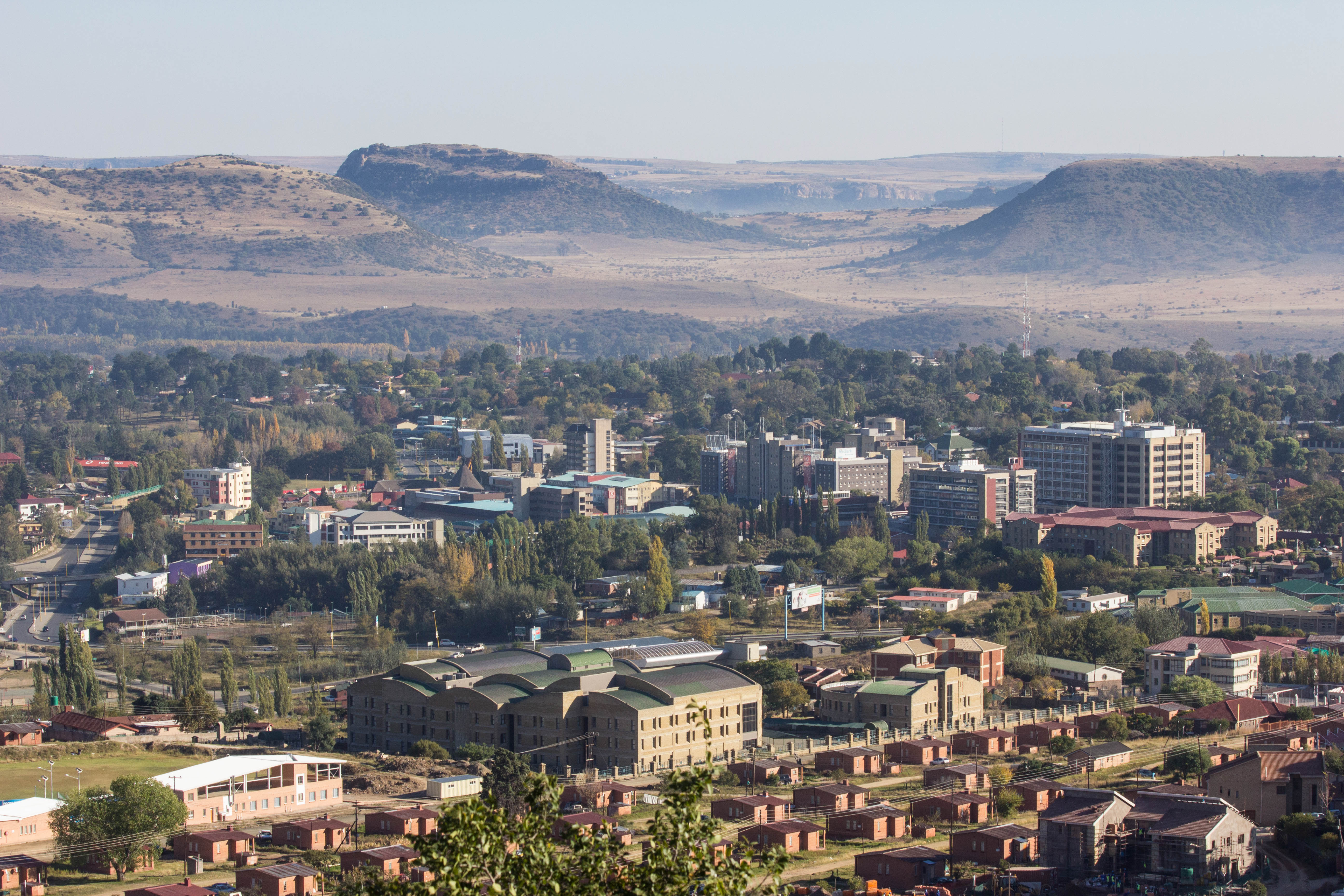
Maseru, capitale du district.

## Personnalités liées
- Mathabiso Lepono, née en 1942, femme politique, ministre de 1998 à 2012.